# Facinet Conté
Facinet Conté (ur. 24 marca 2005 w Konakry) – gwinejski piłkarz grający na pozycji napastnika. Od 2023 jest zawodnikiem klubu SC Bastia.

## Kariera klubowa
Swoją karierę piłkarską Conté rozpoczął w klubie Flamme Olympique FC. W sezonie 2022/2023 zadebiutował w nim w pierwszej lidze gwinejskiej. Latem 2023 odszedł do SC Bastia. Swój debiut w nim zanotował 26 sierpnia 2023 w wygranym 3:2 domowym spotkaniu z Troyes AC. W debiucie strzelił 2 gole.

## Kariera reprezentacyjna
W reprezentacji Gwinei Conté zadebiutował 8 stycznia 2024 w wygranym 2:0 towarzyskim meczu z Nigerią, rozegranym w Abu Zabi. W debiucie strzelił gola. W 2024 roku powołano go do kadry na Puchar Narodów Afryki 2023. Rozegrał w nim cztery mecze: grupowe z Kamerunem (1:1), z Gambią (1:0) i z Senegalem (0:2) oraz ćwierćfinałowy z Demokratyczną Republiką Konga (1:3).